# Zarathustra (Band, 1969)
Zarathustra war eine deutsche Rockband aus den 1970er-Jahren. Sie ist nicht zu verwechseln mit Zara-Thustra der Gebrüder Weindorf aus den 1980er-Jahren.

## Bandgeschichte
Zarathustra wurde 1969 in Hamburg gegründet. Sie bestand aus Ernst Herzner (Gesang), Wolfgang Reimer (Gitarre, Gesang und Percussion), Michael Just (Bass und Gesang), Klaus Werner (Orgel) und Wolfgang Behrmann (Schlagzeug).
Die Band orientierte sich musikalisch sehr stark an ihren Vorbildern Uriah Heep und Deep Purple. Der Deep-Purple-Sound ließ sich vor allem im Orgelspiel von Klaus Werner vernehmen; Anleihen an Jon Lord sind nicht zu überhören. Ernst Herzners kräftiger Gesang war mit Uriah Heeps David Byron oder dem späteren Bernie Shaw vergleichbar.
Da sich die Band in Hamburg und Umgebung live bereits einen Namen gemacht hatte, konnte sie bei Metronome 1971 einen Plattenvertrag abschließen. Ihr einziges Album Zarathustra wurde 1972 veröffentlicht. Nach der Veröffentlichung löste sich die Band im Herbst 1972 auf. Ernst Herzner kam 1985 als Sänger zu Novalis, mit denen er das Album Nach uns die Flut aufnahm.